# Wollige distelsnuitkever
De wollige distelsnuitkever (Larinus planus; synoniem: Larinus carlinae) is een keversoort uit de familie snuitkevers (Curculionidae). De soort is inheems in Europa en geïntroduceerd in Noord-Amerika, waar het is ingezet als biologische bestrijding. De wollige distelsnuitkever voedt zich met bloemknoppen, voornamelijk van distels.

## Kenmerken
De wollige distelsnuitkever heeft een ovaal, gedrongen lichaam en meet vijf tot tien millimeter. Het exoskelet is zwart en bedekt met lichte haartjes.  De dekschilden (elytra) zijn geel bestoven en bezet met vlekken en golvende patronen. Naarmate de haartjes slijten wordt de kever steeds donkerder van kleur. De antennes zijn roodbruin. Sommige exemplaren hebben ook roodbruine poten.

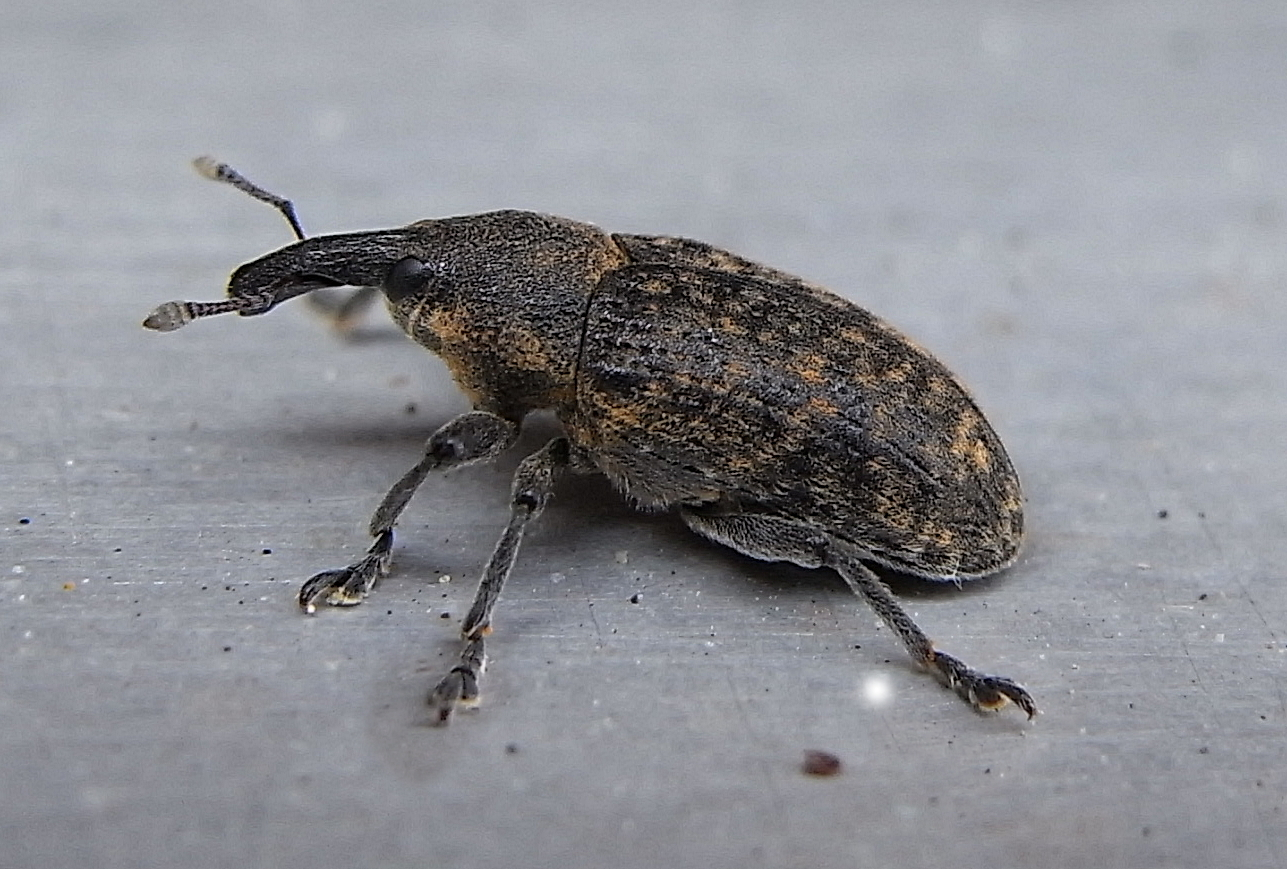
zijaanzicht
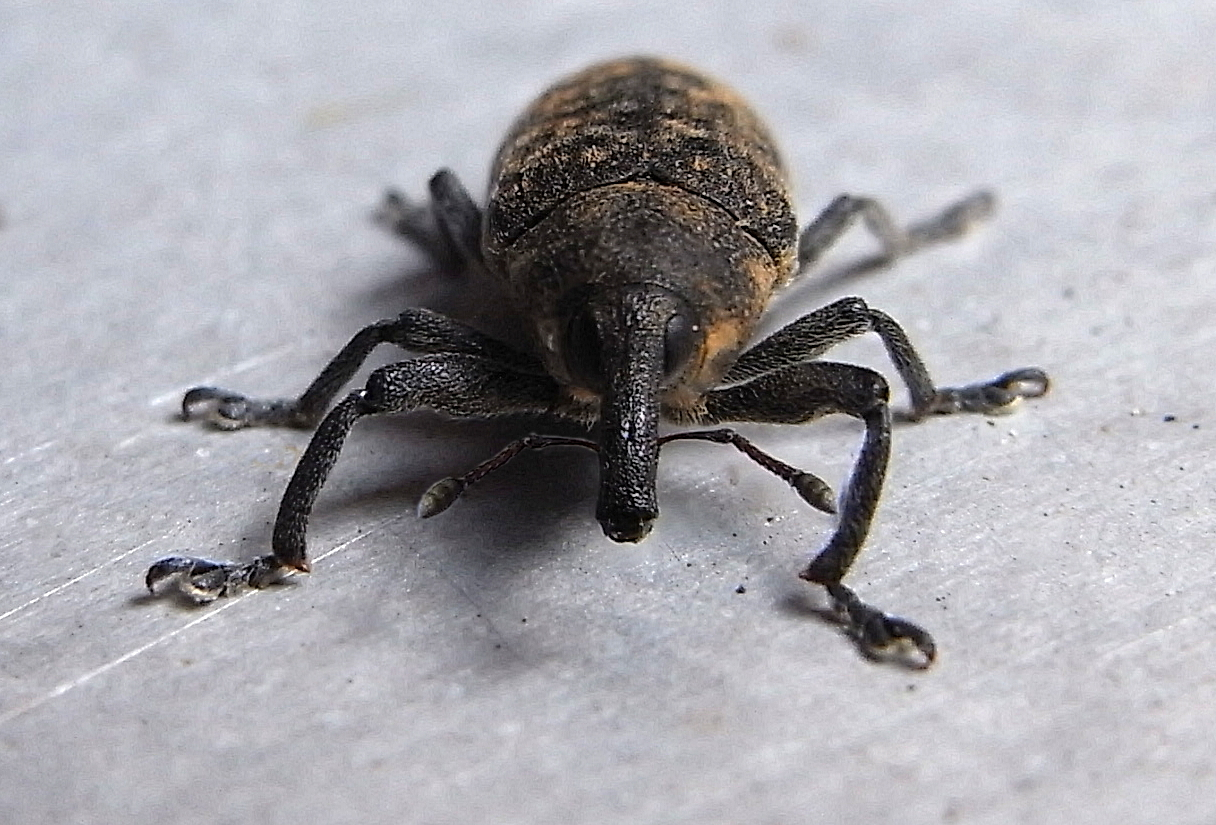
vooraanzicht
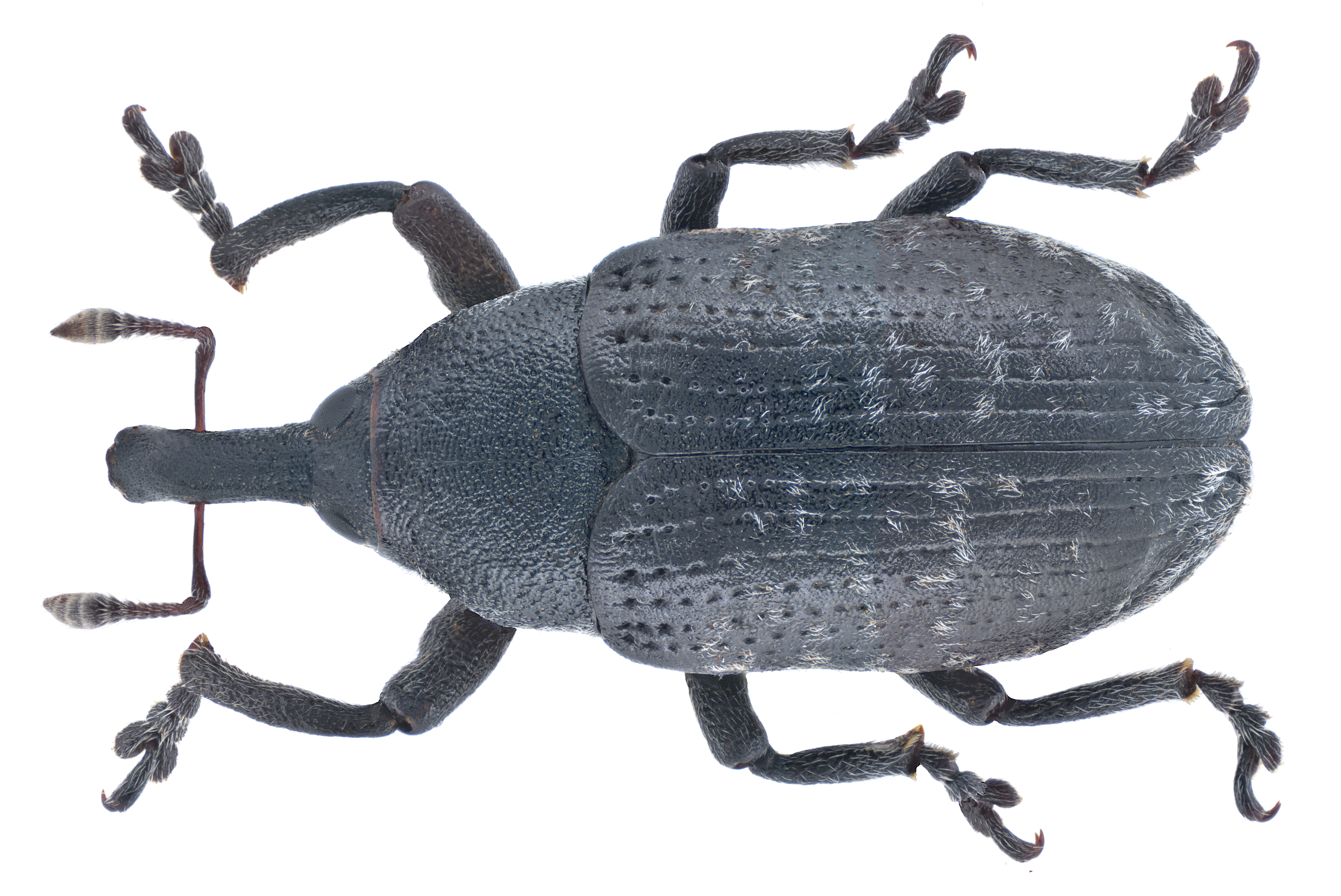
bovenaanzicht

De wollige distelsnuitkever deelt dezelfde habitat als de sterk gelijkende soort Larinus turbinatus. Deze is echter compacter van vorm. Zijn dekschilden zijn gezamenlijk ongeveer anderhalf keer zo lang als breed.

## Verspreiding
De wollige distelsnuitkever is inheems van Centraal- en Zuid-Europa tot de Kaukasus. In het noorden strekt het verspreidingsgebied zich uit tot Denemarken en het zuiden van Noorwegen. Ze worden soms ook aangetroffen op de Britse Eilanden.
In de jaren 1960 werd de kever in Noord-Amerika ingezet als biologisch bestrijdingsmiddel tegen de invasieve akkerdistel (Cirsium arvense), maar de kever tast ook inheemse distelsoorten aan. Het is een talrijke en wijdverbreide exoot geworden in Canada en de Verenigde Staten, met name op de Great Plains in de westelijke Verenigde Staten.

## Habitat en leefwijze
De wollige distelsnuitkever is een warmteminnende soort en leeft op verschillende composieten, zoals distels en korenbloemen. Hij komt voor op droge gronden van laag gelegen gebieden tot in de bergen.
De volwassen kevers verschijnen in de lente en beginnen zich te voeden met distelknoppen. Ze hebben een voorkeur voor knoppen van vijf tot zeven millimeter groot. Ongeveer twee weken nadat ze zijn verschenen beginnen de kevers met paren, mits de temperatuur minstens 22 °C bedraagt. Het vrouwtje boort een gang in een bloemknop en legt hier een enkel ei in. De belangrijkste waardplant is de akkerdistel, maar de larven ontwikkelen zich ook in andere distelsoorten.
De larve heeft een wit, C-vormig lichaam en een bruine kop. Hij voedt zich met de bloemknop en vernietigt daarbij ongeveer 95 % van de zaden. Na de verpopping verschijnt de nieuwe generatie in de late herfst. In augustus komen beide generaties tegelijk voor. De nieuwe kevers overwinteren in de strooisellaag.